# ФК «Вікторія» (Жижков) у сезоні 1917
ФК «Вікторія» (Жижков) у сезоні 1917 — сезон чехословацького футбольного клубу «Вікторія» (Жижков).

## Історія
Склад команди за цей рік досить сильно змінився. Зі «Спарти» прийшли Власта Буріан, Йозеф Шроубек, Вацлав Шпіндер, Райцензан. Частина гравців брали участь у військових діях Першої світової війни. На італійському фронті загинули колишні захисники клубу Густав Звелебіль і Зденек Вакербауер, а на російському фронті Франтішек Кутта. На ключові ролі в команді став виходити молодий Еміл Сейферт, який давно демонстрував високий рівень гри в молодіжній команді.
«Вікторія» мала значні труднощі з утриманням футбольного поля. На початку року через Жижков пройшли два шторми, які зруйнували одну сторону огорожі, а коштів на ремонт не вистачало.

## Чемпіонат Богемії
Проведенням змагань займався Австрійський союз. До вищого дивізіону включили 4 команди: «Славію», «Спарту», «ДФК Прага» і «Вікторію». З наступного сезону до цієї четвірки мали долучитися шість команд, переможців другого дивізіону. Але австрійські представники не врахували давньої ворожнечі між «Славією» і «ДФК Прага». Представники «Славії» з самого початку повідомили, що не гратимуть з ДФК. Голова АФС Фюрц особисто взявся стати посередником у конфлікті, а секретар Гуссманн прибув у Прагу для проведення жеребкування, незважаючи на протест «Славії». В першому турі 22 квітня мали зустрітися «ДФК Прага» — «Спарта» і «Славія» — «Вікторія», а 29 квітня в другому турі грали ДФК — «Славія» та «Спарта» — «Вікторія». Виникли проблеми дисциплінарного характеру у «Вікторії», через що команда могла зіграти 22 квітня. Тому «Славія» запланувала на 22 квітня матч проти «Сміхова», а на 29 квітня гру проти угорського «Ференцвароша», підкресливши цим самим своє рішення не грати проти ДФК. Австрійський союз спробував затягнути час і переніс матчі другого туру, зобов'язавши «Славію» зіграти матч з «Вікторією» 29 квітня. Не бажаючи зіпсувати стосунки з «Ференцварошем», «Славія» вирішила зіграти в один день обидва матчі. Клуб мав труднощі зі складом, зібравши лише 16 гравців. Тому 6 футболістів зіграли в обох поєдинках. Гра з «Вікторією» була першою і завершилась нічиєю. Ймовірно, нічия в цьому матчі була договірною. Тим не менше, перенесення другого туру не принесло результату. «Славія» відмовилась грати проти ДФК і отримала технічну поразку 0:3. На засіданні федерації демарш «Славію» покарали, відібравши очка в матчах з «Вікторією» і «Спартою», і віддавши по два очка суперникам, хоча самі результати не були анульовані. Формальним приводом для покарання назвали те, що «Славія» не відзвітувала про своїх гравців. Клуб ДФК Прага з двома перемогами був оголошений чемпіоном.
Результати матчів:
- 29.04.1917. «Славія» — «Вікторія» — 3:3

### Турнірна таблиця
|   | Команди           | І | В | Н | П | ГЗ | ГП | Р  | О |
| - | ----------------- | - | - | - | - | -- | -- | -- | - |
| 1 | ДФК Прага         | 2 | 2 | 0 | 0 | 7  | 1  | +6 | 4 |
| 2 | Вікторія (Жижков) | 1 | 0 | 1 | 0 | 3  | 3  | 0  | 2 |
| 3 | Спарта (Прага)    | 2 | 0 | 0 | 2 | 1  | 9  | -8 | 2 |
| 4 | Славія (Прага)    | 3 | 1 | 1 | 1 | 8  | 6  | +2 | 0 |

## Чемпіонат Чехії
Також був проведений чемпіонат Чехії за участі команд з Праги, Кладно і Пльзені. Через те, що тривала Перша світова війну, команди мали великі проблеми зі складами, багато футболістів воювали. Ряд матчів не відбулися, було багато технічних поразок.
|   | Команди               | І | В | Н | П | ГЗ | ГП | О  |
| - | --------------------- | - | - | - | - | -- | -- | -- |
| 1 | Спарта (Прага)        | 8 | 8 | 0 | 0 | 34 | 6  | 16 |
| 2 | Кладно                | 7 | 5 | 0 | 2 | 21 | 15 | 10 |
| 3 | Славія (Прага)        | 8 | 4 | 0 | 4 | 21 | 16 | 8  |
| 4 | Вікторія (Жижков)     | 7 | 4 | 0 | 3 | 13 | 18 | 8  |
| 5 | Сміхов (Прага)        | 7 | 2 | 1 | 4 | 15 | 26 | 5  |
| 6 | Крочеглави (Кладно)   | 6 | 2 | 0 | 4 | 14 | 19 | 4  |
| 7 | Вікторія (Пльзень)    | 5 | 2 | 0 | 3 | 10 | 15 | 4  |
| 8 | Спарта (Кладно)       | 7 | 1 | 1 | 5 | 10 | 17 | 3  |
| 9 | Чеський Лев (Пльзень) | 5 | 1 | 0 | 4 | 7  | 13 | 2  |

| 15.04.1917 | Вікторія (Жижков) | 2:1  | Чеський Лев (Пльзень) |  |  |
|            | ? Боббі           | звіт | Бєлка                 |  |  |

| 14.10.1917    | Кладно | 5:0      | Вікторія (Жижков) | Кладно |  |
|               |        | протокол |                   |        |  |
| Пешек-Кадя... |        |          |                   |        |  |

| 21.10.1917 | Спарта (Прага)         | 2:1      | Вікторія (Жижков) |               |  |
|            | Тлетиха-Ада Пешек-Кадя | протокол | Копейтко-Прокоп   | Глядачі: 2500 |  |
|            |                        |          |                   |               |  |

| 28.10.1917 | Вікторія (Жижков) | 3:1      | Крочеглави (Кладно) |  |  |
|            | Копейтко-Прокоп ? | протокол | Шафранек            |  |  |
|            |                   |          |                     |  |  |

| 18.11.1917 | Вікторія (Жижков) | 3:1      | Сміхов |  |  |
|            |                   | протокол |        |  |  |
|            |                   |          |        |  |  |

| 9.12.1917 | Славія (Прага)                   | 7:0  | Вікторія (Жижков) |  |  |
|           | Седлачек Прошек пен.' Отта Ванік | звіт |                   |  |  |
|           |                                  |      |                   |  |  |

## Матчі
| ТМ 15.04.1917 | Вікторія (Жижков) | 2:1  | Славія (Прага) |  |  |
| | ? Боббі           | звіт | Бєлка          |  |  |
| Вікторія: Буріан, Зоубек, Влк, Плодр, Градецький, Сейферт, Мозош, Седлачек, Прокоп, Боббі, Бек Славія: Главачек, Бєлка, Ванік… |                   |      |                |  |  |

- «Вікторія» (Жижков) — «Уніон» (Жижков) — 2:2
- «Вікторія» (Жижков) — «Сміхов» (Прага) — 6:2
- 25.03.1917, «Вікторія» (Жижков) — «Флорідсдорфер» (Відень, Австрія) — 2:4 (Шроубек-2 — ?)[3]
- Вікторія-А — Вікторія-Б — 5:1 (Боббі-3, Плодр-2)
- Квітень. МТК (Будапешт, Угорщина) Тереквеш? — «Вікторія» (Жижков) — 1:0
  - Копецький, Пех, Гавлік, Славік, Прокоп…
- 9.04.1917, «Ференцварош» (Будапешт, Угорщина) — «Вікторія» (Жижков) — 1:1 (Біндер — Копецький)[4]
- «Вікторія» (Жижков) — «Славія» (Прага) — 3:2
- 13.05. «Вікторія» (Жижков) — ДФК Прага — 5:2 (Седлачек-3, Прокоп, Бек)
  - Клапка, Влк, Градецький, Сейферт, Седлачек, Прокоп, Бек…
- «Вікторія» — «Сміхов» (Прага) — 3:1
- «Вікторія» (Жижков) — «Спортбрюдер» — 3:0
- «Вікторія» (Жижков) — «Славія» (Прага) — 3:1

| Кубок 20.05.1917 | Славія (Прага) | 4:0  | Вікторія (Жижков) |               |  |
|                  | Ванік Прошек   | звіт |                   | Глядачі: 3000 |  |

- Травень. «Вікторія» (Жижков) — ДФК Прага — 1:6 (Бобби)
- Травень. «Вікторія» (Жижков) — Кішпешт — 5:1 (Бобби, Седлачек…)[5]
- 3.06. «Вікторія» (Жижков) — «Спарта» (Прага) — 6:0
- «Вікторія» (Жижков) — «Градець-Кралове» (Прага) — 3:2
- 19.08. «Вікторія» (Жижков) — «Лібень» (Прага) — 5:5 (Бобби, Прокоп…)[6]
- 26.08. «Вікторія» (Жижков) — «Кладно» — 7:4 (Прокоп-4, Седлачек-2, Бек)[7]
- «Вікторія» (Жижков) — «Чеський Лев» (Пльзень) — 8:1
- «Вікторія» (Жижков) — «Олімпія» (Пльзень) — 4:1
- «Вікторія» (Жижков) — «Кішпешт» (Будапешт, Угорщина) — 4:1
- «Вікторія» (Жижков) — «Лібень» (Прага) — 4:1
- 2.09. «Вікторія» (Жижков) — «Крочеглави» (Кладно) — 4:4 (Прокоп…)[8]
- 8.09. «Тереквеш» (Будапешт, Угорщина) — «Вікторія» (Жижков) — 2:2 (? — Шроубек, Седлачек)[9]
- 9.09. МТК (Будапешт, Угорщина) — «Вікторія» (Жижков) — 3:1 (Шлоссер, Шаффер — Прокоп)
- 23.09. «Вікторія» (Жижков) — «Вікторія» (Пльзень) - 5:1 (Прокоп-4, Шроубек)
- 30.09. ДФК Прага — «Вікторія» (Жижков) — 0:2

| 25.11.1917                                          | Спарта (Прага)       | 2:1      | Вікторія (Жижков) |              |  |
|                                                     | Червений Тламіха-Ада | протокол | Гавлік            | Глядачі: 800 |  |
| Янда, Червений, Тламіха-Ада… Гавлік, Бобби, Прокоп… |                      |          |                   |              |  |

## Орієнтовний склад
| Основа: Воротар: Власта Буріан. Захисники: Влк, Зоубек. Півзахисники: Франтішек Плодр, Градецький, Еміл Сейферт Нападники: Гавлік, Ярослав Копейтко, Йозеф Седлачек, Йозеф Шроубек, Бек. Інші гравці: Рудольф Клапка, Дрмла, Вацлав Шпіндер, Райцензан, Карел Медуна, Дворжачек, Копецький. |

## Виступи за збірні
Футболісти «Вікторії» виступали у складі збірної Богемії і збірної Праги.
| 1.04.1917 |

| Нижня Австрія                        | 2:2 (2:1) | Богемія                       |
| ------------------------------------ | --------- | ----------------------------- |
| Александер Попович 5' Франц Амон 26' | Звіт      | Вацлав Прошек 31' Ян Ванік ?' |

| ВАФ-Плац, Прага Арбітр: Акош Фегері (Угорщина) |

Нижня Австрія: Август Краупар («Флорідсдорфер»), Александер Попович («Вінер Аматор»), Вінценц Діттріх («Рапід»), Рудольф Рупець («Рапід»), Фрідріх Вайсс («Флорідсдорфер»), Густав Дойч ((«Флорідсдорфер»), Франц Амон («Флорідсдорфер»), Йоганн Краус («Флорідсдорфер»), Отто Некас («Рудольфгюгер»), Едуард Бауер («Рапід»), Густав Візер («Рапід»); тренер: Гайнріх Речурі
Богемія: Рудольф Клапка («Вікторія»), Антонін Янда («Спарта»), Антонін Раценбергер («Славія»), Р.Вальдгегер («Славія»), Франтішек Фіхта («Славія»), Зоубек («Вікторія»), Крупка («Олімпія»), Йозеф Седлачек («Вікторія»), Ян Ванік («Славія»), Вацлав Прошек («Славія»), Ярослав Копейтко («Вікторія»)
| 16.09.1917 |

| Богемія                              | 3:1 (1:0) | Нижня Австрія         |
| ------------------------------------ | --------- | --------------------- |
| Ян Ванік 32', 76' Йозеф Седлачек 78' | Звіт      | Леопольд Нойбауер 55' |

| Летна, Прага Арбітр: Акош Фегері (Угорщина) |

Богемія: Турек («Славія»), Влк («Вікторія»), Антонін Янда («Спарта»), Кучера («Спарта»), Франтішек Фіхта («Славія»), Йозеф Шроубек («Вікторія»), Вацлав Прошек («Славія»), Ян Ванік («Славія»), Новий («Славія»), Йозеф Седлачек («Славія»), Крупка («Спарта»)
Нижня Австрія: Август Краупар («Флорідсдорфер»), Александер Попович («Вінер Аматор»), Віллібальд Штейскаль («Рапід»), Рудольф Рупець («Рапід»), Франц Седлачек («Вінер АФ»), Фердінанд Лукеш («Зіммерінгер»), Лоренц Гаген («Флорідсдорфер»), Лоренц Нойбауер («Вінер АФ»), Едуард Бауер («Рапід»), Франц Амон («Флорідсдорфер»); тренер: Гайнріх Речурі
- 5.08. СК «Оломоуц» — Прага — 0:10 (Ванік-3, Прокоп-3, Седлачек-4)[11]

- 11.11[12]. Прага — Моравія — 14:1 (Тламіха-2, Ярослав Копейтко-7, Шроубек-2, Коленатий, Крупка, автогол Моравії — Кржиж)
  -  ?, Янда, Влк, Градецький, Кучера, Коленатий, Дрмла, Крупка, Копейтко-Прокоп, Шроубек, Тламіха

- Прага — Кладно — 12:2

Основу збірної Праги складали гравці «Вікторії»
2.12. Прага — Кладно — 4:1 (Седлачек-3, Прокоп)
- - Склад, оголошений за кілька днів до матчу: Свачек — Янда, Поспішил (всі — «Спарта») — Плодр («Вікторія»), Фіхта («Славія»), Шроубек («Вікторія») — Червений («Спарта»), Седлачек («Славія»), Прокоп («Вікторія»), Ванік, Прошек (обидва — «Славія»). Резерв: Гоєр («Спарта»), Гаєк, Лоос (обидва — «Славія»)[14].

- - 22.12. Східна Чехія — Прага — 5:2[13]
  - Склад, оголошений за кілька днів до матчу: Главачек («Славія») — Гейда («Вікторія»), Вальдгегер («Славія») — Кучера («Спарта»), Градецький («Вікторія»), Пернер («Спарта») — Берзетті («Сміхов»), Коленатий («Спарта»), Філіповський («Сміхов»), Тламіха («Спарта»), Бек («Вікторія»). Резерв: Гавлік («Вікторія»)[14]. Відомо, що Главачек і Вальдгегер не змогли зіграти[13].